# جين ماريوت
جين ماريوت (بالإنجليزية: Jane Marriott)‏ (مواليد 1976 في دونكاستر، إنجلترا) دبلوماسية بريطانية. شغلت منصب السفير البريطاني لدى اليمن من 2013 وحتى 2015.
| سبقه نيكولاس هوبتون | سفير المملكة المتحدة لدى اليمن 2013– 2015 | تبعه إدموند فيتون براون |